# Acropiesta xanthura
Acropiesta xanthura is een vliesvleugelig insect uit de familie van de Diapriidae. De wetenschappelijke naam van de soort is voor het eerst geldig gepubliceerd in 1912 door Kieffer.